# Misythus siargao
Misythus siargao är en insektsart som beskrevs av Morgan Hebard 1923. Misythus siargao ingår i släktet Misythus och familjen torngräshoppor. Inga underarter finns listade i Catalogue of Life.